# Crime de ameaça
O crime de ameaça consiste em ameaçar alguém de mal injusto e grave.
Classificação
É classificado como: doloso, comum, de forma livre,  unissubsistente (em regra), instantâneo, unilateral (em regra), subsidiário.

## Direito penal brasileiro
No Código Penal Brasileiro (DECRETO-LEI N° 2.848, DE 7 DE DEZEMBRO DE 1940) o crime de 'Ameaça' vem descrito no art. 147, sendo um dos crimes descritos no capítulo que trata dos crimes contra a liberdade individual.
Consiste em ameaçar alguém, por palavra, escrito ou gesto, ou qualquer outro meio simbólico, de causar-lhe mal injusto e grave. A pena cominada ao crime é de detenção de um a seis meses, ou multa.
Trata-se de um crime de ação penal pública condicionada, ou seja, somente se procede mediante representação.

### Elementos do tipo
O agente pode ser qualquer pessoa que possa crivelmente ameaçar a vítima. Por sua vez, a vítima deve ser pessoa que goze de autodeterminação, na medida em que o objeto jurídico protegido é a capacidade das pessoas de somente limitarem sua conduta por força de Lei.
A ameaça deve ser crível, grave e pode se voltar contra a vítima, terceiros ou objetos. O tipo penal admite todo tipo de execução, desde que o conteúdo da comunicação leve a vítima a acreditar que se agir de forma diversa da pretendida pelo agressor, algum mal injusto e grave venha a ocorrer.
Os tribunais brasileiros têm aceito, embora nem sempre este posicionamento não seja dominante, ameaças vagas e incertas. Ameaça vaga é aquela em que o agressor não discrimina devidamente o que ocorrerá ou contra quem se voltará a ação (ex. "a sua família vai pagar o preço", "você pode perder tudo" se" divulgar o meu vídeo, irá pagar caro" etc).
O ato em si ao público que faço o ameaçador falar em tom alto e o ameaçado transparecer defesa por palavras justificando que não cometeu nada semelhante ao que o ameaçador fala.
Não há necessidade de ter o agente vontade de fazer o mal anunciado: responderá pelo crime mesmo se for mero blefe ou se a concreção daquilo que ameaça fazer seja impossível. O dolo específico é o de intimidar.
O mal prometido deve ser futuro e injusto. Assim, não será ameaça afirmar que entregará um criminoso à polícia ou de que fará a execução judicial de um devedor.

### Consunção
É crime subsidiário quando utilizado como crime meio, ocorrendo a consunção, ou seja, o crime de ameaça será absorvido pelo crime mais grave. Exemplo disto seria um ladrão que ameaça um gerente de banco para que este lhe abra o cofre do banco. Neste caso, o ladrão não responderá pelo crime de ameaça, absorvido pelo de extorsão.